# Triada sumbră
Triada sumbră (conform denominării lui Paulhus și Williams, [The] dark triad )  este grupul următoarelor  trei tulburări de personalitate, narcisism, machiavelism și psihopatie.  Utilizarea termenului sumbru (în original dark) implică că acei oameni ce au „scoruri ridicate” (deci probabilități trecând bine de 50% în a avea toate cele trei tulburări), au o probabilitate ridicată în a avea o personalitate malefică. 
Pe scurt, cele trei componente ale tridei sumbre sunt,
- Narcisismul este caracterizat de megalomanie, mândrie, egotism și lipsa empatiei. [9]
- Machiavelismul este caracterizat de manipulare psihologică și exploatarea celorlalți în propriul interes, o cinică desconsiderare a moralității, cu o concentrare pe realizarea unui interes personal⁠(en)[traduceți] și înșelăciune. [10]
- Psihopatia este caracterizată de comportament antisocial⁠(en)[traduceți], impulsivitate, egoism, nesimțire și lipsă de remușcare. [11]